# Groupe Maletti
Le Groupe Maletti (italien : Raggruppamento Maletti) est une unité mécanisée ad hoc formée par l'armée royale italienne en Afrique du Nord italienne, au cours des premières étapes de la campagne du désert occidental de la Seconde Guerre mondiale. L'armée italienne disposait de trois divisions blindées en Europe, mais toutes étaient nécessaires pour l'occupation de l'Albanie et la prochaine invasion de la Grèce, qui commença le 28 octobre 1940. Le Raggruppamento Maletti a été formé en juin 1940, dans le cadre de la 10e armée (général Mario Berti) et contenait tous les chars moyens M11/39 en Libye.
Les chars moyens et les chenillettes déjà présents dans la colonie devaient être combinés avec des chars moyens envoyés d'Italie, pour former une nouvelle division blindée et un nouveau quartier général, le commandement des chars libyens fut créé le 29 août. Le Raggruppamento Maletti participa à l'invasion italienne de l'Égypte en 1940 et atteignit Sidi Barrani le 16 septembre. Le groupe fut détruit dans le camp de Nibeiwa le 9 décembre, lors de l'attaque sur Nibeiwa de l'opération Compass, un raid britannique contre les positions de la 10e armée à l'intérieur de l'Égypte. Le reste du commandement et des unités de chars arrivant en Libye ont été combinés dans le groupe Babini qui a également été détruit à la bataille de Beda Fomm (6-7 février 1941), la défaite finale de la 10e armée, qui a conduit à l'occupation britannique de Cyrénaïque.

## Ordres de bataille
8 juillet 1940
- Infanterie (1er et 5e régiments libyens)
  - 1er bataillon d'infanterie libyen
  - IIIe bataillon d'infanterie libyen
  - IVe bataillon d'infanterie libyen
  - Ve bataillon d'infanterie libyen
  - XVIIe bataillon d'infanterie libyen
  - XVIIIe bataillon d'Infanterie libyen
  - XIXe bataillon d'infanterie libyen
  - Bataillon saharien
- Artillerie
  - 1 × 65/17 Gruppo (12 × canons)
  - 1 × 75/27 Gruppo (8 × canons)
  - 2 × compagnies antichars 47/32
  - 1 × compagnie de mortier de 81 mm
  - 2 × batteries anti-aériennes de 20 mm
- Chars
  - 1 × compagnie M11/39
  - 1 × compagnie L3
- Ingénieurs
  - 2 × compagnie d'ingénieurs
- Transport
  - 160 × chameaux
  - 500 × véhicules

Décembre 1940
- Quartier général Raggruppamento
- Infanterie
  - 1er bataillon d'infanterie libyen
  - Ve bataillon d'infanterie libyen
  - XVIIe bataillon d'infanterie libyen
  - XIXe bataillon d'infanterie libyen
  - Ier bataillon saharien
- Artillerie
  - 1er Gruppo 65/17 (12 × canons 65/17)
  - IIe Gruppo 75/27 (12 × canons 75/27)
  - 1 × batterie de canons 105/28 (4 × canons 105/28)
  - 1 × compagnie de mortier (9 × mortiers 81 mm)
  - 1 × compagnie antichar (8 × canons 47/32)
  - 1 × compagnie antichar (8 × canons 47/32)
  - 1 × canons AA (8 × canons 20 mm)
  - 1 × canons AA (8 × canons 20 mm)

- Blindés
  - IIe bataillon de chars moyens 4e régiment d'infanterie de chars, (22 × M11/39)

### Lectures complémentaires
- (it) E. Cattarossi (no date), « Delusione nel deserto: Dall'entrata in guerra (10 June1940) alla vigilia del contrattacco inglese (9 December 1940) » [« Disappointment in the desert: Entry into the war (10 June 1940) on the eve of the British counter-attack (9 December 1940) »], sur it cultura storia militare (consulté le 8 mars 2015)
- Major Kenneth Macksey, Beda Fomm: The Classic Victory, New York, Ballantine Books, coll. « Ballantine's Illustrated History of the Violent Century », 1971 (OCLC 473687868), chap. Battle Book 22
- A. Wavell, « Archibald Wavell's Despatch on Operations in the Middle East From August, 1939 to November, 1940 », sur Supplement to the London Gazette, Number 37609, 13 juin 1946 (consulté le 31 octobre 2009)
- A. Wavell, « Archibald Wavell's Despatch on Operations in the Western Desert From 7th December, 1940 to 7th February 1941 », sur Supplement to the London Gazette, Number 37628, 26 juin 1946 (consulté le 31 octobre 2009)